# Падилья, Пас
Мария де ла Пас Пади́лья Ди́ас (исп. María de la Paz Padilla Díaz; род. 26 сентября 1969, Кадис) — испанская актриса, комедиантка и телевизионная ведущая. В настоящее время работает на испанском телеканале Telecinco.

## Биография
Родилась в семье рабочего сцены Большого театра имени Фальи. Некоторое время работала в университетской клинике в Кадисе. В 1989 году получила известность благодаря участию в юмористическом конкурсе на телевизионном канале Canal Sur 1. Получила работу на телевидении в 1994 году в юмористической программе «Гений и фигура» на канале Antena 3. Также работала на центральном канале TVE. Работала в театре, кино и на радио. Автор одной книги. Разведена, имеет дочь Анну (род. 1996).